# Carabodes andasibe
Carabodes andasibe är en kvalsterart som beskrevs av Sandór Mahunka 1993. Carabodes andasibe ingår i släktet Carabodes och familjen Carabodidae. Inga underarter finns listade.